# 1557

## Esdeveniments
Països Catalans
- L'abat Pere Àngel Ferrer i Despuig substitueix Francesc Jeroni Benet Franc com a President de la Generalitat
- Lluís Folc I de Cardona-Aragó Fernández esdevé comte de Prades
- Santa Pola: Construcció del castell
- Tortosa: Cristòfor Despuig escriu Los col·loquis de la insigne ciutat de Tortosa

Món

Nou signe igual ("=")

- El matemàtic gal·lès Robert Recorde inventa el signe igual ("=")
- Bangor (Gal·les): fundació de l'Ysgol Friars, l'"Escola dels Frares"
- Cuenca (Equador): fundació de la ciutat
- Japó: Ōgimachi és proclamat emperador en substitució de Go-Nara
- Macau: establiment dels portuguesos
- 3 de febrer - Espanya: Carles V, emperador romanogermànic es reclou al monestir de Yuste

## Naixements
Països Catalans
- Ontinyent: Gaspar Guerau de Montmajor, catedràtic i escriptor de satires.
- Tortosa: Francesc Oliver de Boteller, 75è President de la Generalitat de Catalunya.

Món
- 24 de febrer - Viena (Àustria): Mateu I, emperador romanogermànic (1612 - 1619)
- 31 de maig: Teodor I, tsar de Rússia (1584 - 1598)
- 11 Setembre - Sant Josep de Calassanç, fundador de l'ordre de les escoles pies.

## Necrològiques
Països Catalans
- Infanta Guiomar d'Aragó, filla de Joana III de Cardona i d'Alfons d'Aragó, casada amb Frederic de Toledo, duc d'Alba

Món
- 29 d'abril - Peteroa (Xile): Lautaro, cap maputxe que lluità contra els espanyols
- 11 de juny - Lisboa (Portugal): Joan III de Portugal, rei conegut com a Joan III el Piadós
- 16 de juliol - Londres, Anna de Clèveris, reina d'Anglaterra, esposa d'Enric VIII (n. 1515).[1]
- 1 de setembre - Sant-Maloù (França): Jacques Cartier, explorador francès a l'Amèrica del Nord (n. 1491).[2]
- 27 de setembre - Japó: Go-Nara, emperador del Japó
- 19 de novembre - Florència: Maria de Cosme de Mèdici, princesa membre de la dinastia Mèdici (n. 1540).[3]
- 13 de desembre - Venècia (Itàlia): Niccolo Fontana Tartaglia, matemàtic i enginyer
- Lieja (Principat de Lieja) - Jordi d'Àustria bisbe de Brixen], arquebisbe de València i príncep-bisbe de Lieja